# Тайра-но Томомори
Тайра-но Томомори (яп. 平 知盛, 1152—1185) — японский военачальник, один из предводителей рода Тайра.

## Биография
Тайра-но Томомори был сыном главы клана Тайра, Тайры-но Киёмори, и активным участником междоусобной войны в Японии между партиями Тайра и Минамото — так называемой войны Гэмпэй. В самом начале боевых действий он одержал победу в битвах при Удзи (1180) и Яхадзигаве (в 1181 году). В последней Тайра-но Томомори вынудил войска Минамото бежать, однако вследствие болезни отказался от их преследования.
Двумя годами позднее Тайра-но Томомори вновь сумел разгромить противника — на этот раз в морском сражении при Мицусиме. В этом бою, по приказанию Томомори, флот Тайра соединил и связал вместе свои суда так, что они образовали широкую общую платформу, с которой воины, несмотря на качку, могли точно поражать врага стрелами и успешно атаковать его, беря на абордаж.
После трагической для рода Тайра битвы при Данноуре, когда их войска были окончательно разгромлены, Тайра-но Томомори — как и многие его соратники — покончил жизнь самоубийством. Привязав к ногам тяжёлый якорь, он прыгнул в море.

## Галерея

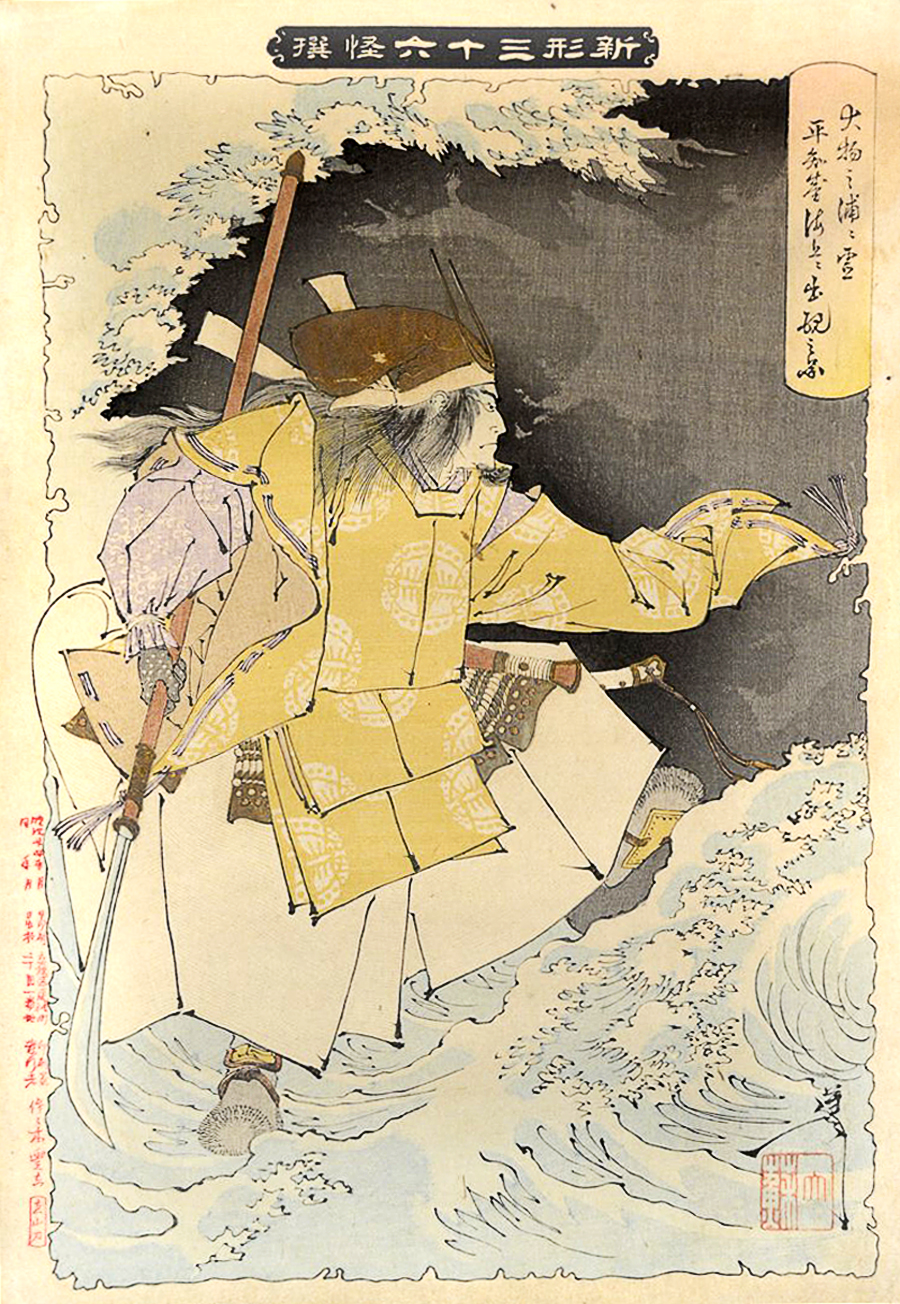
Дух Тайры-но Томомори возвращается в бухту Даймоцу, картина Ёситоси
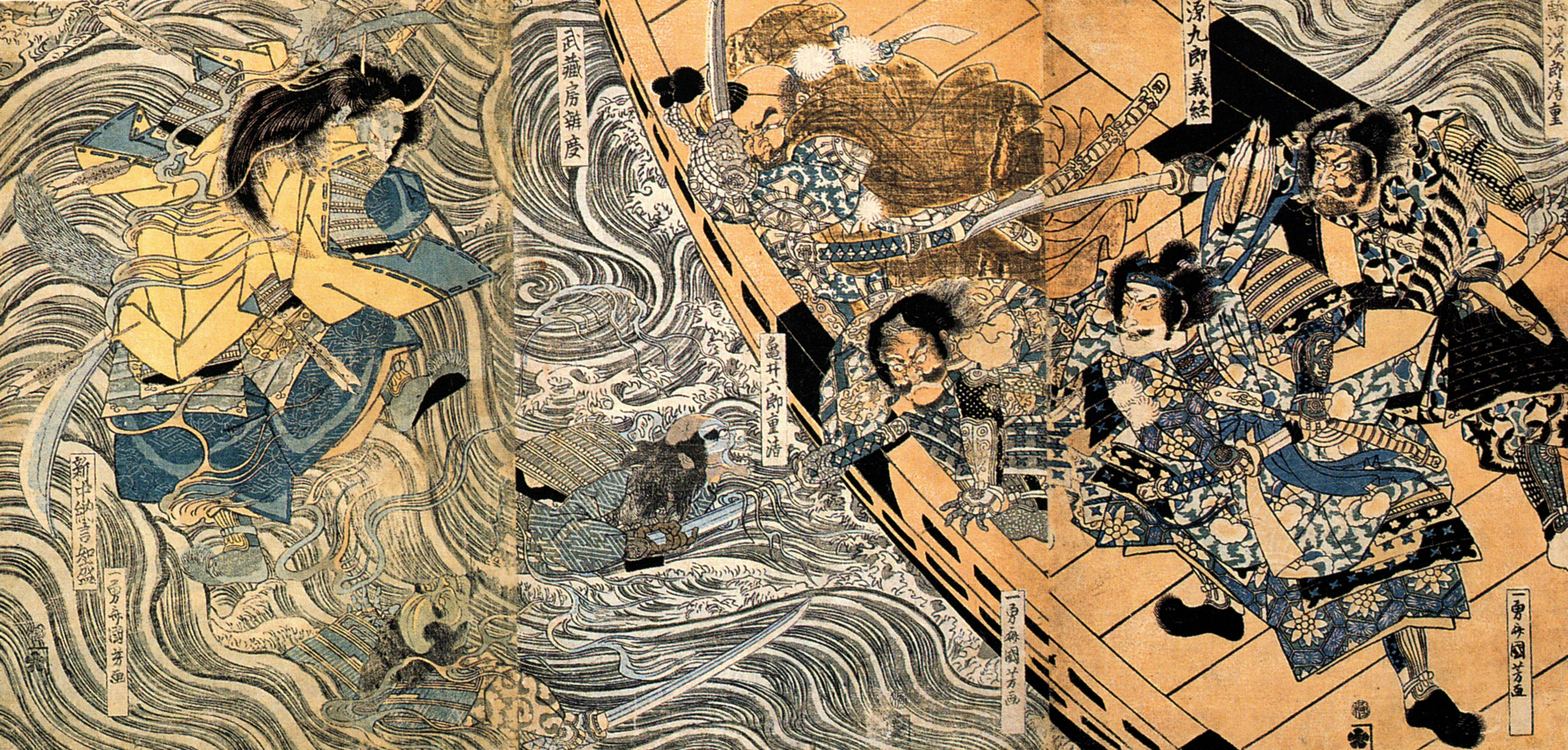
Картина на тот же мотив работы Куниёси
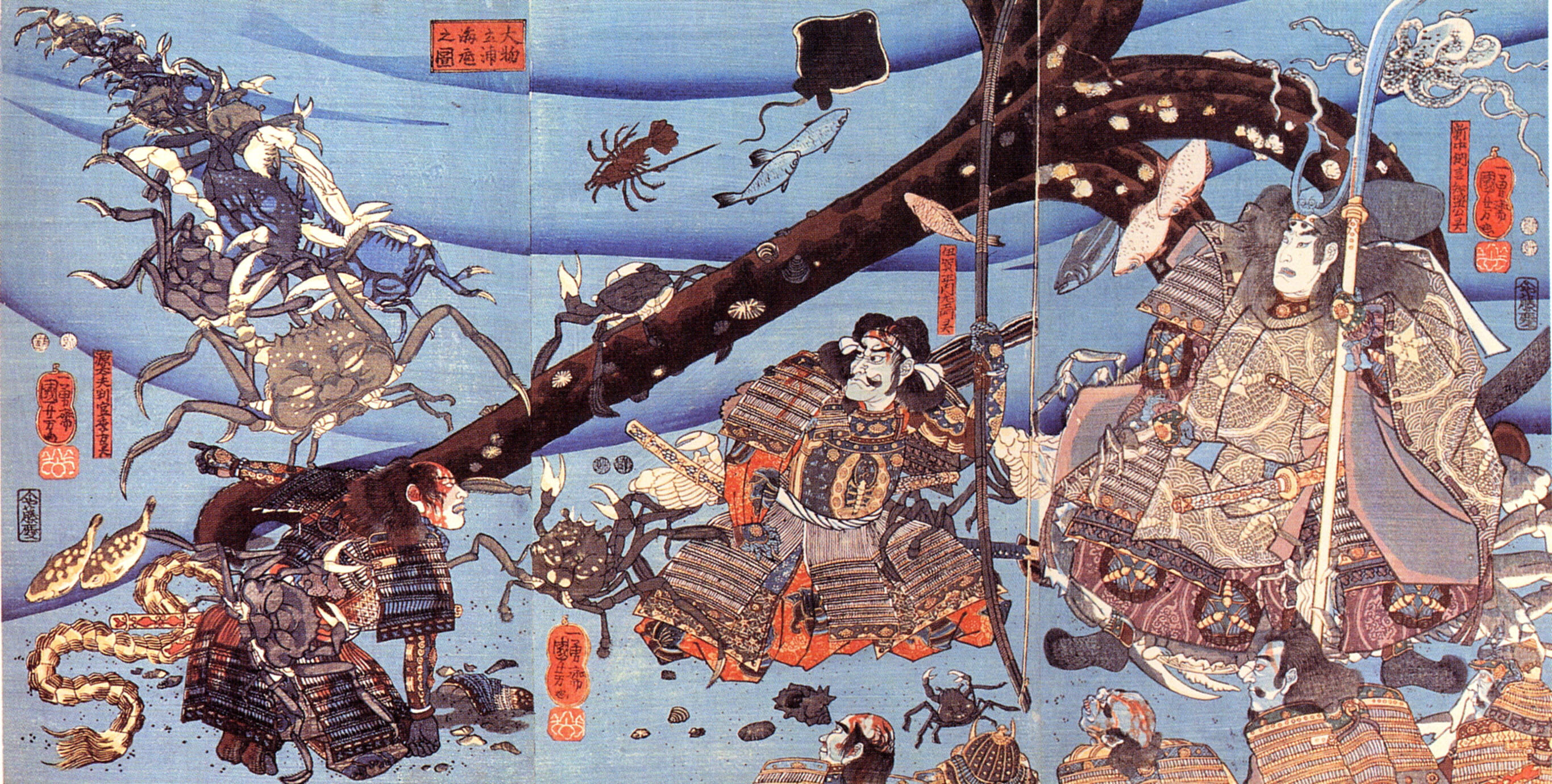
Картина на тот же мотив работы Куниёси
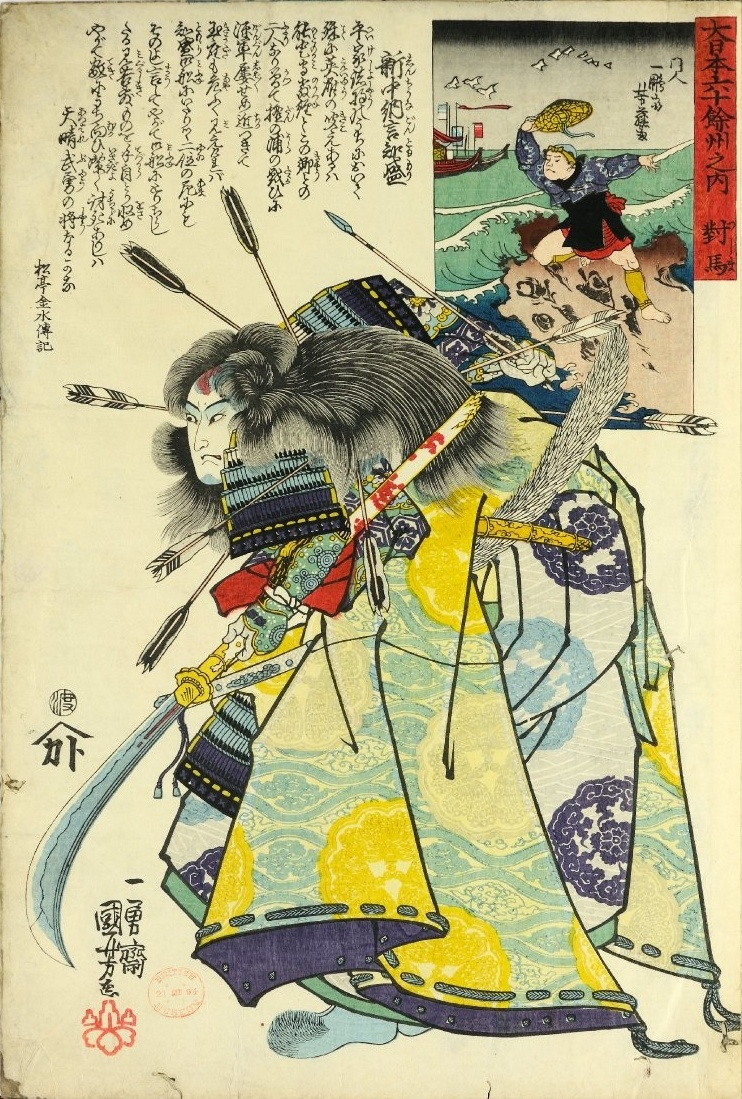
Картина на тот же мотив работы Куниёси (ок. 1845)